# Каннингем, Лори
Ло́ренс Пол «Ло́ри» Ка́ннингем (англ. Laurence Paul "Laurie" Cunningham; 8 марта 1956, Лондон, Великобритания — 15 июля 1989, Мадрид, Испания) — английский футболист, первый чернокожий игрок выступавший за молодёжную сборную Англии.

## Биография
Каннингем родился в районе Арчуэй в боро Лондона Ислингтон. Не подошедший «Арсеналу», он начал свою профессиональную карьеру в «Лейтон Ориенте» в 1974 году. В 1977 году он присоединился к «Вест Бромвич Альбиону», где выступал вместе с другими чернокожими игроками — с Сириллом Риджисом под руководством главного тренера Джонни Джайлза, и в последующем сезоне также с Брендоном Бэтсоном под руководством Рона Аткинсона. Это был лишь второй клуб в истории высшего английского дивизиона, в составе которого одновременно на поле выступали три чернокожих игрока (первым был «Вест Хэм», за который в апреле 1972 года в матче с «Тоттенхэмом» сыграли Клайд Бест, Клайв Чарльз и Ади Коукер).
Выступая за «Вест Бромвич Альбион» он привлёк к себе внимание, и был приглашён в сборную Англии до 21 года на товарищеский матч с Шотландией 27 апреля 1977 года, где дебютировав и став при этом первым чёрным игроком в составе молодёжной сборной страны в её истории, забил гол.
За главную сборную страны Каннингем впервые выступил в 1979 году в матче против сборной Уэльса на домашнем чемпионате Великобритании. В общей сложности за сборную Англии он сыграл в шести играх.
Летом 1979 года был куплен у «Вест Бромвич Альбиона» за 950 тыс. фунтов стерлингов мадридским «Реалом», став первым британским игроком в составе клуба. Он дважды забил в дебютном матче и помог выиграть «Реалу» золотой дубль — чемпионат и кубок страны. Несмотря на успехи в клубе, тренер сборной Англии Рон Гринвуд оставил его вне заявки на чемпионат Европы 1980 года. После начала сезона 1980/1981 с «Реал Мадридом», Каннингем был вновь вызван в сборную Англии на квалификационные матчи к чемпионату мира 1982. В матче со сборной Норвегии, который Англия выиграла с разгромным счётом 4–0, он остался на скамейке запасных. В гостевом матче со сборной Румынии, проигранном со счётом 2–1, вышел на замену. Как оказалось впоследствии, это была его последняя игра за сборную. Вернувшись в «Реал Мадрид», Каннингем набрал хорошую форму, забивая на ранних стадиях Кубка европейских чемпионов, но позже получил травму, сломав палец ноги, что требовало операцию. Восстановился лишь к финалу Кубка европейских чемпионов против «Ливерпуля», проигранному «Реалом» со счётом 1–0, и хотя не успел набрать былой формы, сыграл матч полностью. В ходе предсезонной подготовки к сезону 1981/1982 проблемы с травмами продолжились, полученное повреждение бедра вынудило почти полностью пропустить сезон — только три безголевых выхода в матчах чемпионата. Наиболее значимым его появлением было противостояние с «Кайзерслаутерном» в четвертьфинале Кубка УЕФА. В первом матче показал великолепную игру и забил гол, «Реал Мадрид» выиграл со счётом 3–1. Однако в ответном матче он был удалён за отмашку незадолго до перерыва между таймами, «Реал Мадрид» был разгромлен «Кайзерслаутерном» со счётом 5–0, что стало самым тяжёлым поражением в истории выступлений «Реала» в общеевропейских турнирах. В том же сезоне он выиграл свой второй Кубок Испании, где сыграл в финальном матче с хихонским «Спортингом», в котором «Реал Мадрид» был сильнее со счётом 2–1. К сезону 1982/1983 «Реал Мадрид» подписал голландца Джона Метгода и немца Ули Штилике, и так как в то время в Испании на поле одновременно разрешалось находится только двум иностранцам, Каннингем провёл большую часть сезона на скамейке запасных, пока в апреле 1983 года не отправился в краткосрочную аренду в «Манчестер Юнайтед», где воссоединился с Роном Аткинсоном. После этого сезона покинул «Реал Мадрид», отправившись в аренду в «Спортинг Хихон», а в дальнейшем перейдя на постоянной основе в «Олимпик Марсель». Пробыв во Франции один сезон 1984/1985, вернулся в Англию и присоединился к «Лестер Сити», где отыграл только половину сезона из-за продолжавшихся травм. По окончании сезона 1985/1986 вернулся в Испанию, чтобы выступать за «Райо Вальекано» в Сегунде. В сезоне 1987/1988 он перешёл в бельгийский клуб «Шарлеруа», но снова травмировался, и с началом нового 1988 года вернулся в Англию, заключив краткосрочный контракт с «Уимблдоном», которому помог завоевать Кубок Англии в финальном матче с «Ливерпулем». В сезоне 1988/1989 вернулся в «Райо Вальекано», которому помог подняться в Примеру, забив решающий гол.
Лори Каннингем погиб в автомобильной катастрофе 15 июля 1989 года в возрасте 33 лет. У него остались жена и сын.
В 2004 году «Вест Бромвич Альбион» в честь своего 125-летия проводил опрос, согласно итогам которого Лори Каннингем был назван в числе 16 величайших игроков клуба.

## Статистика выступлений

### Клубная карьера[1]
| Клуб                 | Сезон            | Лига             | Игры | Голы |
| Лейтон Ориент        | 1974/1975        | Второй дивизион  | 17   | 1    |
| Лейтон Ориент        | 1975/1976        | Второй дивизион  | 34   | 8    |
| Лейтон Ориент        | 1976/1977        | Второй дивизион  | 24   | 6    |
| Лейтон Ориент        | Итого            | Итого            | 75   | 15   |
| Вест Бромвич Альбион | 1976/1977        | Первый дивизион  | 13   | 6    |
| Вест Бромвич Альбион | 1977/1978        | Первый дивизион  | 33   | 6    |
| Вест Бромвич Альбион | 1978/1979        | Первый дивизион  | 40   | 9    |
| Вест Бромвич Альбион | Итого            | Итого            | 86   | 21   |
| Реал Мадрид          | 1979/1980        | Примера          | 29   | 8    |
| Реал Мадрид          | 1980/1981        | Примера          | 12   | 5    |
| Реал Мадрид          | 1981/1982        | Примера          | 3    | 0    |
| Реал Мадрид          | 1982/1983        | Примера          | 0    | 0    |
| Реал Мадрид          | Итого            | Итого            | 44   | 13   |
| Манчестер Юнайтед    | 1982/1983        | Первый дивизион  | 5    | 1    |
| Спортинг Хихон       | 1983/1984        | Примера          | 30   | 3    |
| Олимпик Марсель      | 1984/1985        | Дивизион 1       | 30   | 8    |
| Лестер Сити          | 1985/1986        | Первый дивизион  | 15   | 0    |
| Райо Вальекано       | 1986/1987        | Сегунда          | 37   | 3    |
| Шарлеруа             | 1987/1988        | Дивизион 1       | 1    | 0    |
| Уимблдон             | 1987/1988        | Первый дивизион  | 6    | 2    |
| Райо Вальекано       | 1988/1989        | Сегунда          | 19   | 1    |
| Всего за карьеру     | Всего за карьеру | Всего за карьеру | 348  | 67   |

## Достижения
«Реал Мадрид»
- Чемпион Испании: 1979/1980
- Победитель Кубка Испании: 1979/1980, 1981/1982

«Уимблдон»
- Победитель Кубка Англии: 1987/1988